# یواس‌اس برنچ (دی‌دی-۱۹۷)
یواس‌اس برنچ (دی‌دی-۱۹۷) (به انگلیسی: USS Branch (DD-197)) یک زیردریایی بود که طول آن ۹۵٫۸ متر (۳۱۴ فوت) بود. این زیردریایی در سال ۱۹۱۹ ساخته شد.